# Symphurus

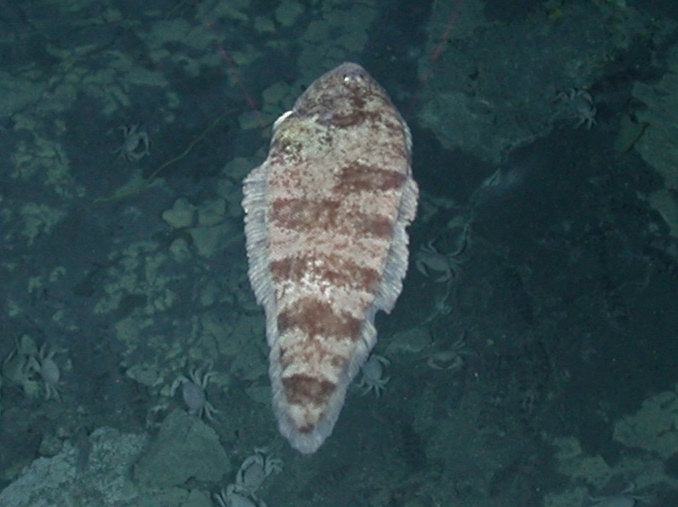
Symphurus thermophilus

Symphurus Rafinesque, 1810 è un genere di pesci ossei marino della famiglia Cynoglossidae.

## Distribuzione e habitat
Questo genere è presente nelle fasce tropicali e subtropicali di tutti gli oceani. Nel mar Mediterraneo vivono le specie Symphurus nigrescens e Symphurus ligulatus.
Popolano fondi mobili a varie profondità, da basse ad abissali. La specie Symphurus thermophilus vive nei pressi delle fumarole nere idrotermali.

## Descrizione
Come tutti i pesci piatti questi pesci sono asimmetrici ed hanno corpo appiattito con gli occhi su un solo lato (il sinistro). Hanno profilo piuttosto allungato, con estremità caudale appuntita. Gli occhi sono piccoli e ravvicinati. La pinna dorsale e la pinna anale sono fuse con la pinna caudale come negli anguilliformi. Le pinne pettorali sono assenti e manca anche la pinna ventrale destra. Le dimensioni sono piccole.

## Tassonomia
Il genere comprende le seguenti specie:
- Symphurus arawak
- Symphurus atramentatus
- Symphurus atricaudus
- Symphurus australis
- Symphurus bathyspilus
- Symphurus billykrietei
- Symphurus callopterus
- Symphurus caribbeanus
- Symphurus chabanaudi
- Symphurus civitatium
- Symphurus diabolicus
- Symphurus diomedeanus
- Symphurus elongatus
- Symphurus fasciolaris
- Symphurus fuscus
- Symphurus gilesii
- Symphurus ginsburgi
- Symphurus gorgonae
- Symphurus hondoensis
- Symphurus insularis
- Symphurus jenynsi
- Symphurus kyaropterygium
- Symphurus leei
- Symphurus ligulatus
- Symphurus lubbocki
- Symphurus luzonensis
- Symphurus macrophthalmus
- Symphurus maculopinnis
- Symphurus maldivensis
- Symphurus marginatus
- Symphurus marmoratus
- Symphurus megasomus
- Symphurus melanurus
- Symphurus melasmatotheca
- Symphurus microlepis
- Symphurus microrhynchus
- Symphurus minor
- Symphurus monostigmus
- Symphurus multimaculatus
- Symphurus nebulosus
- Symphurus nigrescens
- Symphurus normani
- Symphurus novemfasciatus
- Symphurus ocellaris
- Symphurus ocellatus
- Symphurus oculellus
- Symphurus oligomerus
- Symphurus ommaspilus
- Symphurus orientalis
- Symphurus parvus
- Symphurus pelicanus
- Symphurus piger
- Symphurus plagiusa
- Symphurus plagusia
- Symphurus prolatinaris
- Symphurus pusillus
- Symphurus regani
- Symphurus reticulatus
- Symphurus rhytisma
- Symphurus schultzi
- Symphurus septemstriatus
- Symphurus stigmosus
- Symphurus strictus
- Symphurus tessellatus
- Symphurus thermophilus
- Symphurus trewavasae
- Symphurus trifasciatus
- Symphurus undatus
- Symphurus undecimplerus
- Symphurus urospilus
- Symphurus vanmelleae
- Symphurus variegatus
- Symphurus varius
- Symphurus williamsi
- Symphurus woodmasoni